# ENGEI8
ENGEI8（エンゲイエイト）とは、フジテレビジョン編成制作局バラエティー制作センターの演芸番組制作スタッフの通称。

## 概要
2015年の『ENGEIグランドスラム』放送開始をきっかけに結成。2022年現在、フジテレビのほとんどの演芸番組を手がけている。初期は『初詣!爆笑ヒットパレード』、『爆笑レッドカーペット』の流れを汲むスタッフで構成されていたが、2018年9月以降は同年3月に終了した『めちゃ2イケてるッ!』班のスタッフも合流し現在に至る。
また、2022年以降同局で放送される演芸関連以外のナインティナイン司会の番組の制作にも携わっている。

## 担当番組

### 現在
- 初詣!爆笑ヒットパレード
- ENGEIグランドスラム
- THE MANZAI マスターズ
- ツギクル芸人グランプリ

### 過去
- お笑い登竜門
  - 登龍門ヒットパレード
- 爆笑レッドカーペット
  - 爆笑ピンクカーペット
  - 爆笑ホワイトカーペット
  - THE THREE THEATER
    - 爆笑レッドシアター
      - ホメられてノビるくん
- 日清食品 THE MANZAI
- うつけもん
  - オサレもん
  - ツギクルもん
  - 笑わせたもん勝ちトーナメント KYO-ICHI
- FNSラフ&ミュージック〜歌と笑いの祭典〜
- ガチャガチャの言う通り!!〜丸投げナインティナイン〜
- 爆さまネプナイン

## 制作スタッフ

### ディレクター
- 原武範（PLATFORM, INC.所属）
- 牛窪真二（PLATFORM, INC.所属）
- 登内翼斗
- 角山僚祐
- 新井孝輔（PLATFORM, INC.所属）

### プロデューサー
- 朝妻一（ゼネラルプロデューサー）
- 日置祐貴（チーフプロデューサー）
- 大川友也
- 倉科知美
- 石川敬大

### 制作統括
- 石川綾一

### 過去のスタッフ
- 藪木健太郎
- 筧大輝
- 安部聖之（PLATFORM, INC.所属）
- 飛田竜平（アルファ・グリッド所属）
- 嶋田武史
- 白川誠
- 松本泰治（LINGUS代表者）
- 北山拓
- 石川隼
- 大村昂平
- 戸渡和孝
- 近藤真広
- 北口富紀子
- 滝澤美衣奈
- 黒木彰一
- 上野貴央
- 山田賢太郎（現在編成総局編成局編成戦略センター編成部）
- 片岡新己留